# الصريح (صحيفة)
الصريح صحيفة يومية تونسية أسسها صالح الحاجة سنة 1996 وكانت عندئذ صحيفة أسبوعية تصدر يوم الثلاثاء.
تميزت الصحيفة بتركيزها على الاسلوب النقدي الساخر معتمدة في ذلك على الكاريكاتور وعلى عدم التحرج من استعمال المصطلحات والتعابير العامية التونسية، ضمن لغتها مما جعل الكثيرين يعتبرونها صحيفة باللسان العامي. لكن دراسات عديدة كشفت أن اللغة العربية الفصحى هي اللغة الأكثر استعمالا في الصحيفة.
تحولت إلى صحيفة يومية في شهر أكتوبر 2002، وتخلت تدريجيا عن خاصيتها الساخرة. شعارها هو «جرأة وصراحة» وكان في السابق «جريدة كل الناس».